# مقیاس ورنیه

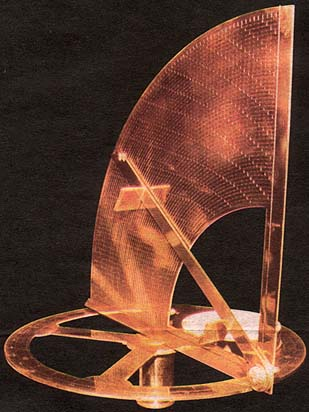
مقیاس ورنیه

مقیاس ورنیه (انگلیسی: Vernier scale) یک ابزار اندازه‌گیری دیداری است که صحت و دقت کاربران را در اندازه‌گیری بالا می‌برد. مقیاس ورنیه در دستگاه‌های ناوبری، ابزارهای آزمایشگاهی، ماشین‌های ابزار و ابزارهای اندازه‌گیری (همچون کولیس و میکرومتر) استفاده می‌شود. پیشینه مقیاس‌های اندازه‌گیری به قرن نهم میلادی و استفاده از آن در چین باستان بازمی‌گردد. مقیاس ورنیه در سال ۱۶۳۱ توسط ریاضیدان فرانسوی پیر ورنیه اختراع شد.